# Джавидан Ханим
Джавидан Ханим или Джавидан (араб. جاويدان هانم‎, урожденная, как графиня Марианна (Мэй) Торок фон Сендрё венг. May Torok von Szendro; 15 июня 1877 — 5 августа 1968) — венгерская дворянка и супруга хедива Египта с 1910 по 1913 год, как вторая жена Аббаса II Хильми.

## Ранний период жизни
Джавидан Ханим родилась 15 июня 1877 года графиней Мэй Торок фон Сендрё в Филадельфии, штат Пенсильвания, США. Её отцом был граф Йожеф Торок фон Сендрё, бывший глава округа Унг. Её матерью была графиня Софи Веттер фон дер Лили, которая после их развода в 1881 году, вышла замуж за венгерского изобретателя Тивадара Пушкаша, близкого сотрудника Томаса Эдисона, в 1882 году в Вестминстере, Миддлсекс, Англия. У неё был старший брат граф Йозеф Торок фон Сендрё (1873–1898).
Большую часть своей юности она провела в замке Вассен, к югу от Граца, Австрия. В возрасте 12 лет она, как утверждается, писала короткие статьи для различных журналов и играла на пианино. В 15 лет у неё была собственная квартира в Граце. Хотя она никогда не ходила в школу, её старший брат, следуя австрийской традиции, был зачислен в Терезианум, знаменитую академию Вены, покровительствуемую принцами Габсбургов и потомками европейской, египетской, османской и восточной аристократии. Именно там её брат подружился с принцем Аббасом Хильми, египетским принцем, который был на год моложе его.

## Свадьба
Джавидан впервые увидела своего будущего мужа во время одного из своих редких визитов к брату. Она встречалась с египетским принцем дважды в течение этого периода, когда Йозеф представил свою сестру принцу. Чуть больше, чем за год до окончания учёбы её брата, Аббас был внезапно вызван в Египет. 7 января 1892 года пришла телеграмма, сообщающая, что хедив Тауфик-паша умер в своем доме в Хелуане, к югу от Каира. Наследник престола Египта, которому ещё не исполнилось 18 лет, ожидался в Египте в спешном порядке.
Прошло несколько лет, прежде чем Джавидан снова встретил Аббаса. К тому времени он был женат на своей первой жене Икбаль Ханим, был отцом четверых детей и, что более важно, хедив Египта. Встреча произошла во Франции в июне 1900 года. Она была в Париже, навещая свою мать и отчима, а хедив был проездом по пути в Лондон. Хедив был немедленно очарован ею и, не теряя времени, начал короткую, но страстную переписку, за которой последовало приглашение графине посетить Египет.
В порту Александрии ее встретил Фридрих фон Турнейссен, австрийский конюший хедива. Визит перерос в долгий роман, кульминацией которого стал тайный брак, заключенный во дворце Монтаза в Александрии в присутствии двух шейхов. 28 февраля 1910 года состоялся их официальный брак, церемонию бракосочетания провел Великий муфтий Египта. Роман хедива с ней быстро стал предметом сплетен в иностранной общине Каира. Она осталась бездетной.
9 февраля 1910 года во дворце Абдин она приняла ислам в присутствии великого муфтия. По какой-то неизвестной причине или, возможно, из-за либерального темперамента её родителей, она никогда не была крещена. Её обращение совпало с визитом Аббаса Хильми в Мекку, что может объяснить принятие ею нового мусульманского имени. Сначала она называла себя Зубейда бинт Абдаллах. Вскоре это имя было изменено на более придворное Джавидан. Поскольку ни шейх, ни улемы не принимали наставничество над представителем противоположного пола, её учителем Корана был известный швейцарский исламовед Гесс фон Висс.

## Как супруга
В Каире она жила в хедивском домене Мостород, к северо-востоку от столицы страны. Остальное время она сопровождала хедива в его путешествиях в Османскую империю и Европу, а также внутри Египта. Во время путешествий в Египет и из Египта её редко видели на борту хедивской яхты «El Mahrousa». Чтобы держать сплетников в страхе, она пользовалась регулярными пассажирскими лайнерами между Александрией и Триестом или Константинополем. Большую часть времени даты поездок совпадали с отдельными поездками Аббаса Хильми на борту королевских яхт. Она принимала активное участие в создании дворца Чибукли, который был близок ее сердцу. Архитектурное и стилистическое намерение их резиденции состояло в том, чтобы повторить их любимый александрийский дом дворец Мунтаза.
В Египте она принимала участие в гражданских делах. Как член Красного Креста она приносила утешение жертвам первой Балканской войны 1912 года. По приказу хедива раненым, в основном из Кавалы в Македонии, было разрешено выздоравливать во дворце Рас-эль-Тин, его залы и длинные коридоры были преобразованы во временный госпиталь. Тем временем свита хедива остановилась во дворце Монтаза, его любимой резиденции. Он лично руководил его развитием, наблюдая за строительством саламлика в венском стиле, планируя его глубоководную гавань и посадку сосновых лесов. Находясь в Монтазе, она и Аббас Хильми отправились в Рас-эль-Тин на специальном поезде, а хедив лично управлял небольшим локомотивом.
Она любила Монтазу, предпочитая ее своей официальной резиденции в Каире в Мостород, где хедив держал частный зоопарк. Именно в Мостород Аббас Хильми отправлял экзотических животных, подарки от иностранных правителей, таких как две пустынные борзые Шерифа Мекки, к которым Боссо, её маленькая черная собака, относилась не слишком любезно.
В Мостороде она развлекала жён иностранных сановников выступлениями на своем рояле «Bechstein». Иногда, с помощью итальянской художницы, она время от времени устраивала спиритические сеансы. Именно во время одного из таких волнующих событий она обнаружила, что является реинкарнацией персидского шейха, умершего 100 лет назад. Один из её приближенных, не одобрявший эти оккультные услуги, сообщил о них хедиву. Сеансы были внезапно прекращены.
Поскольку протокол суда не одобрял участия королевских супругов в государственных мероприятиях, она, с согласия своего забавляющегося мужа, иногда посещала замаскированные официальные приёмы, переодевшись мужчиной. 8 февраля 1909 года она сопровождала хедива в качестве молодого дворцового чиновника на закладке последнего камня во время возведения Асуанской плотины. На этом мероприятии присутствовал сын королевы Виктории принц Артур, герцог Коннаутский и Стратернский, с которым она совершила поездку в Луксор.

## Развод
Почти за год до своего смещения в 1914 году Аббас Хильми расстался с Джавидан. Слухи, циркулирующие как при дворе, так и за его пределами, утверждали, что хедив встречался с Жоржеттой Месни, также известной как Андре де Лусанж, с которой он познакомился в «Максиме» в Париже прошлым летом. Пара вернулась в Египет вместе на борту MS Helwan. Лусанж была 20-летней невысокой, худой, сильно накрашенной женщиной, которая раздавала свои услуги за 20 франков и, оказавшись в окружении хедива, шпионила для французского правительства. Во время своего изгнания хедив продолжал свои отношения с Лусанж, путешествуя с ней по всей Европе и осыпая ее дорогими подарками и драгоценностями.
7 августа 1913 года она получила документы о разводе в Австрии. Они были подписаны президентом Александрийского шариатского суда шейхом Хасаном аль-Банной. Согласие на этот документ дал великий муфтий Египта шейх Бакри Ашур аль-Садфи. Аббас продолжал поддерживать ее финансово до конца.

## Дальнейшая жизнь
Ее жизнь после развода была тяжелой. Во время Первой мировой войны она открыла салон в Вене, где продавала косметические товары. Она познакомилась с композитором Эженом д'Альбером, с которым она совершенствовала свою игру на фортепиано. Среди других её знакомых были царь Болгарии Фердинанд I, австрийский романист Роберт Музиль, норвежский писатель Олаф Гульбранссон и немецкий писатель-драматург Герхарт Гауптман.
Между двумя войнами она рванула в кино и на театральные подмостки, ее последнее призвание принесло ей случайные истории для обложки, некоторые из которых были подхвачены египетской прессой. Но с болезненным разочарованием она поняла, что опоздала на два поколения и не может сравниться с более молодыми соперницами, такими как Марлен Дитрих или Люси Мангейм. Было слишком поздно для славы, и Джозеф фон Штернберг не взял ее на роль Лолы в своей постановке 1930 года «Голубой ангел». В 1931 году она опубликовала свои мемуары под названием «Гаремная жизнь принцессы Джавидан Ханум».
Переселившись в дом № 49 по улице Шлютерштрассе Берлин-Шарлоттенбург, она давала фортепианные концерты, писала короткие пьесы для радио и стала автором нескольких произведений, включая «Назад в рай» , «Великая семёрка», «Душа и тело» и «Гульзар». Во время Второй мировой войны она нашла убежище в Вене и сразу после капитуляции немцев переехала в Инсбрук, где в июле 1945 года работала переводчиком французского военного правительства. Когда бывший хедив умер в Женеве в декабре 1944 года, что совпало с 30-й годовщиной его свержения, её пенсия была прекращена. Послевоенные времена были тяжёлыми, и к 1950 году она оказалась финансово разорённой. Отчаянно нуждаясь в деньгах, она поддалась махинациям коварных пресс-агентов, которые пытались заработать. Затем она отправилась в Париж.
Отказавшись покинуть соблазнительное освещение, Джавидан снова вернулась в СМИ, на этот раз в качестве просителя въездной визы в Соединенное Королевство. Ее мотивом была виза, позволяющая ей отправиться в Лондон, чтобы пройти кинопробы для фильма «Королева на один день», спродюсированного Альфредом Голдингом из «Eureka Holdings». Затем она поселилась в Граце, прозванном Пенсионополисом из-за большого количества пенсионеров. В свои сумеречные годы она занялась живописью и незадолго до ухода из жизни выставила свои последние художественные работы под названием «Видения на Ниле».

## Смерть
5 августа 1968 года в возрасте 91 года Джавидан умерла в Граце. Она была похоронена на кладбище Святого Леонарда в присутствии лишь нескольких студентов-мусульман из близлежащего университета, на надгробии были только слова «Джанан Джавидан».